# Coluber thomasi
Coluber thomasi este o specie de șerpi din genul Coluber, familia Colubridae, descrisă de Parker 1931. Conform Catalogue of Life specia Coluber thomasi nu are subspecii cunoscute.